# Carandiru (film)
Pour les articles homonymes, voir Carandiru (homonymie).
Pour plus de détails, voir Fiche technique et Distribution.
Carandiru est un film brésilo-argentin réalisé par Héctor Babenco, sorti en 2003.
Le film est une adaptation du best-seller de Drauzio Varella (pt) intitulé Estação Carandiru, lui-même inspiré de faits réels. En novembre 2015, le film est inclus dans la liste établie par l'Association brésilienne des critiques de cinéma (Abraccine) des 100 meilleurs films brésiliens de tous les temps.

## Synopsis
La prison de Carandiru, à São Paulo, est la plus grande d'Amérique latine. C'est en ce lieu que le médecin Drauzio Varella décide de mener un programme de prévention contre le sida. C'est alors qu'il se met à découvrir peu à peu la véritable personnalité des prisonniers, en particulier leur humanité et leur soif de vivre. Il parvient à gagner leur respect et leur amitié.
C'est à travers le regard de ce médecin qu'est dévoilé le véritable drame social du Brésil qui a mené au massacre de Carandiru.

## Fiche technique
- Titre : Carandiru
- Réalisation : Héctor Babenco
- Scénario : Victor Navas, Fernando Bonassi et Héctor Babenco, d'après le roman Estação Carandiru de Drauzio Varella
- Production : Héctor Babenco, Flávio R. Tambellini et Fabiano Gullane
- Sociétés de production : Columbia Pictures do Brasil et HB Filmes
- Musique : André Abujamra
- Photographie : Walter Carvalho
- Décors : Clovis Bueno
- Pays d'origine :  Brésil,  Argentine,  Italie
- Format : couleurs - 1,85:1 - Dolby Digital - 35 mm
- Distribution : Columbia TriStar Films (France)
- Interdit aux moins de 12 ans
- Genre : drame
- Durée : 146 minutes
- Dates de sortie : 
  -  Brésil : 21 mars 2003 (II Panorama Internacional Coisa de Cinema) / 11 avril 2003 (sortie nationale)
  -  France : 19 mai 2003 (Festival de Cannes) / 2 juin 2004 (sortie nationale)
  -  Canada : 6 septembre 2003 (Festival international du film de Toronto)
  -  États-Unis : 16 janvier 2004 (Festival du film de Sundance)

## Distribution
- Luiz Carlos Vasconcelos (en) (VF : Jean-François Roubaud) : Dr Drauzio Varella
- Rodrigo Santoro (VF : Xavier Thiam) : Lady Di
- Milton Gonçalves (en) : Seo Chico
- Lázaro Ramos : Ezequiel
- Caio Blat : Deusdete
- Milhem Cortaz (en) : Peixeira
- Wagner Moura : Zico
- Floriano Peixoto (VF : Constantin Pappas) : Antônio Carlos
- Rita Cadillac : elle-même
- Gero Camilo (en) (VF : Vincent de Boüard) : Sem Chance
- Ivan De Almeida : Moacir, alias Ebony
- Ailton Graça (en) : Highness
- Maria Luísa Mendonça (en) : Dalva
- Júlia Ianina (VF : Agathe Schumacher) : Francineide
- Sabotage : Fuinha
- Enrique Díaz : Gilson

 Source et légende : version française (VF) sur RS Doublage

## Distinctions

### Récompenses
- Festival international du film de Carthagène 2003 : Golden India Catalina

### Nominations
- Grande Prêmio do Cinema Brasileiro 2004 : meilleur film